# 雷希滕施泰因
雷希滕施泰因是德国巴登-符腾堡州的一个市镇。总面积3.77平方公里，总人口279人，其中男性146人，女性133人（2011年12月31日），人口密度74人/平方公里。